# علف تب‌بر
علف تب‌بر (نام علمی: Eutrochium) نام یک سرده از تیره کاسنیان است.